# مايكل فايفر
مايكل فايفر (بالألمانية: Michael Pfeiffer)‏ (19 يوليو 1925 بإيشفايلر في ألمانيا - 2 يناير 2018 في هولندا) هو مدرب كرة قدم ولاعب كرة قدم ألماني في مركز الوسط. شارك مع منتخب ألمانيا لكرة القدم. أما مع النوادي، فقد لعب مع ألمانيا آخن وروت فايس إيسن.

## وصلات خارجية
- مايكل فايفر على موقع قاعدة بيانات كرة القدم.إي يو (الإنجليزية)
- مايكل فايفر على موقع بيانات كرة القدم. دي إي (الألمانية)
- مايكل فايفر على موقع ناشيونال فوتبول تيمز (الإنجليزية)
- مايكل فايفر على موقع عالم كرة القدم.نت (الإنجليزية)